# Alexandre Duff, 1.º Duque de Fife
Alexandre Duff, 1° Duque de Fife (nasceu: William George Alexander Duff, em 10 de novembro de 1849 - 12 de janeiro de 1912), denominado Visconde Macduff entre 1857 e 1879 e conhecido como Conde de Fife entre 1879 e 1889, foi um nobre britânico que se casou com a princesa Luísa, terceiro filho e filha mais velha do rei Eduardo VII e da rainha Alexandra da Dinamarca.

## Biografia

### Infância e juventude
Alexandre nasceu em Edimburgo, filho de James Duff (neto do 3 º Conde Fife e herdeiro presuntivo de seu tio, o quarto Conde Fife) e sua esposa, a senhora Agnes Hay, segunda filha do 18º Conde de Erroll  e de  Elizabeth FitzClarence (uma filha ilegítima do rei Guilherme IV  com a sua amante Dorothea Jordan). Quando seu pai lhe sucedeu como 5º Conde Fife, em 1857, ele adquiriu o título de cortesia Visconde Macduff. 

## Casamento e filhos
No sábado, 27 de julho de 1889, Lord Fife casou com a princesa Luísa, a filha mais velha do então príncipe e da princesa de Gales, na capela privada no Palácio de Buckingham. O casamento marcou a segunda vez que um descendente da rainha Vitória se casou com um súdito britânico (o primeiro foi o casamento da princesa Luísa, Duquesa de Argyll, quarta filha da rainha). Dois dias após o casamento, a rainha Vitória assinou a carta-patente elevando o lord Duff à dignidade de Duque de Fife e Marquês de Macduff, no município de Banff, no Pariato do Reino Unido, mas a carta-patente que criou este ducado continha a norma de que o herdeiro teria de ser um "filho legalmente procriado".  
No entanto, posteriormente ficou claro que o Duque e a Duquesa não teriam um filho homem, apenas filhas. Em 24 de abril de 1900 o rei Eduardo VII, sogro do Duque e avô da futura duquesa, assinou uma nova carta-patente que criou um segundo Ducado de Fife, ao lado do condado de Macduff com um aspecto especial: caso não haja um herdeiro homem, esses títulos nobiliários passariam para as filhas do 1° Duque de Fife e para os descendentes homens delas.
O casamento do Duque de Fife e Luísa produziu três filhos: 
- Alastair Duff, Marquês de Macduff (natimorto, 1890).
- Princesa Alexandra Duff (17 de maio de 1891 - 26 fevereiro de 1959) casou-se com o Príncipe Artur de Connaught (13 de Janeiro de 1883 - 12 setembro 1938), e teve um filho, o príncipe Alastair de Connaught.
- Princesa Maud de Fife (3 de abril 1893 - 14 dezembro de 1945) casou-se com Charles Carnegie, 11.º Conde de Southesk (23 de setembro de 1893 - 16 de fevereiro de 1992), teve um filho James Carnegie, 3.º Duque de Fife que herdou o ducado.